# Platja de Merón (Villaviciosa)
La Platja de Merón està situada en la desembocadura del Riu Merón, entre les parròquies de Argüero i Careñes, a 14 km de Villaviciosa, al Principat d'Astúries. La platja està flanquejada per bells penya-segats i immersa en plena Costa del Juràssic Asturià, té una longitud de 200 m, accessos rodats i està situada en un entorn rural. Està catalogada com a LIC i forma part de la Costa oriental d'Astúries.

## Serveis
- Aparcament
- Equip de Salvament diari (2009: juliol i agost)[2]